# (1305) Pongola
(1305) Pongola és un asteroide que forma part del cinturó d'asteroides i va ser descobert el 19 de juliol de 1928 per Harry Edwin Wood des de l'observatori Unió de Johannesburg, República de Sud-àfrica.
Inicialment es va designar com 1928 OC. Més tard va ser nomenat pel Pongola, un riu de la República Sudafricana.
Pongola està situat a una distància mitjana del Sol de 3,013 ua, podent acostar-s'hi fins a 2,786 ua. Té una excentricitat de 0,07535 i una inclinació orbital de 2,318°. Empra 1910 dies a completar una òrbita al voltant del Sol.